# Прерад
Прерад (словен. Prerad) — поселення в общині Дорнава, Подравський регіон‎, Словенія.